# Caenobrunettia variata
Caenobrunettia variata är en tvåvingeart som beskrevs av Freddy Bravo 2003. Caenobrunettia variata ingår i släktet Caenobrunettia och familjen fjärilsmyggor. Inga underarter finns listade i Catalogue of Life.